# Tomáš Chorý
Tomáš Chorý (Olomouc, 26 gennaio 1995) è un calciatore ceco, attaccante dello Slavia Praga e della nazionale ceca.

## Carriera

### Nazionale
Il 20 novembre 2023 esordisce in nazionale maggiore nel successo per 3-0 contro la Moldavia, in cui è autore di un assist (per il primo gol dei cechi) e un gol (il secondo della sua squadra).

## Statistiche

### Presenze e reti nei club
Statistiche aggiornate al 27 gennaio 2025.
| Stagione              | Squadra               | Campionato            | Campionato | Campionato | Coppe nazionali | Coppe nazionali | Coppe nazionali | Coppe continentali | Coppe continentali | Coppe continentali | Altre coppe | Altre coppe | Altre coppe | Totale | Totale |
| Stagione              | Squadra               | Comp                  | Pres       | Reti       | Comp            | Pres            | Reti            | Comp               | Pres               | Reti               | Comp        | Pres        | Reti        | Pres   | Reti   |
| --------------------- | --------------------- | --------------------- | ---------- | ---------- | --------------- | --------------- | --------------- | ------------------ | ------------------ | ------------------ | ----------- | ----------- | ----------- | ------ | ------ |
| 2013-2014             | Sigma Olomouc         | 1L                    | 7          | 1          | CC              | 0               | 0               | -                  | -                  | -                  | -           | -           | -           | 7      | 1      |
| 2014-2015             | Sigma Olomouc         | 2L                    | 13         | 3          | CC              | 0               | 0               | -                  | -                  | -                  | -           | -           | -           | 13     | 3      |
| 2015-2016             | Sigma Olomouc         | 1L                    | 18         | 2          | CC              | 3               | 1               | -                  | -                  | -                  | -           | -           | -           | 21     | 3      |
| 2016-2017             | Sigma Olomouc         | 2L                    | 28         | 16         | CC              | 3               | 2               | -                  | -                  | -                  | -           | -           | -           | 31     | 18     |
| 2017-gen. 2018        | Sigma Olomouc         | 1L                    | 12         | 2          | CC              | 2               | 1               | -                  | -                  | -                  | -           | -           | -           | 14     | 3      |
| Totale Sigma Olomouc  | Totale Sigma Olomouc  | Totale Sigma Olomouc  | 78         | 24         |                 | 8               | 4               |                    | -                  | -                  |             | -           | -           | 86     | 28     |
| gen.-giu. 2018        | Viktoria Plzeň        | 1L                    | 13         | 1          | CC              | -               | -               | UEL                | 3                  | 0                  | -           | -           | -           | 16     | 1      |
| 2018-2019             | Viktoria Plzeň        | 1L                    | 22+4       | 6          | CC              | 2               | 5               | UCL+UEL            | 3+2                | 1+0                | -           | -           | -           | 33     | 12     |
| 2019-2020             | Viktoria Plzeň        | 1L                    | 27+5       | 4+2        | CC              | 4               | 1               | UCL+UEL            | 2+2                | 0                  | -           | -           | -           | 40     | 7      |
| ago.-ott. 2020        | Viktoria Plzeň        | 1L                    | 2          | 0          | CC              | 0               | 0               | UEL                | 0                  | 0                  | -           | -           | -           | 2      | 0      |
| ott. 2020-2021        | Zulte Waregem         | D1                    | 16         | 4          | CB              | 0               | 0               | -                  | -                  | -                  | -           | -           | -           | 16     | 4      |
| 2021-2022             | Viktoria Plzeň        | 1L                    | 28+5       | 6          | CC              | 2               | 0               | UECL               | 6                  | 1                  | -           | -           | -           | 41     | 7      |
| 2022-2023             | Viktoria Plzeň        | 1L                    | 30+4       | 13         | CC              | 1               | 0               | UCL                | 12                 | 4                  | -           | -           | -           | 47     | 17     |
| 2023-2024             | Viktoria Plzeň        | 1L                    | 25+5       | 10+2       | CC              | 4               | 3               | UECL               | 13                 | 4                  | -           | -           | -           | 47     | 19     |
| Totale Viktoria Plzeň | Totale Viktoria Plzeň | Totale Viktoria Plzeň | 170        | 44         |                 | 13              | 9               |                    | 43                 | 10                 |             | -           | -           | 226    | 63     |
| 2024-2025             | Slavia Praga          | 1L                    | 20         | 8          | CC              | 0               | 0               | UCL+UEL            | 4+7                | 2+4                | -           | -           | -           | 31     | 14     |
| Totale carriera       | Totale carriera       | Totale carriera       | 284        | 80         |                 | 21              | 13              |                    | 54                 | 16                 |             | -           | -           | 359    | 109    |

### Cronologia presenze e reti in nazionale
| Cronologia completa delle presenze e delle reti in nazionale ― Rep. Ceca | Cronologia completa delle presenze e delle reti in nazionale ― Rep. Ceca | Cronologia completa delle presenze e delle reti in nazionale ― Rep. Ceca | Cronologia completa delle presenze e delle reti in nazionale ― Rep. Ceca | Cronologia completa delle presenze e delle reti in nazionale ― Rep. Ceca | Cronologia completa delle presenze e delle reti in nazionale ― Rep. Ceca | Cronologia completa delle presenze e delle reti in nazionale ― Rep. Ceca | Cronologia completa delle presenze e delle reti in nazionale ― Rep. Ceca |
| Data                                                                     | Città                                                                    | In casa                                                                  | Risultato                                                                | Ospiti                                                                   | Competizione                                                             | Reti                                                                     | Note                                                                     |
| ------------------------------------------------------------------------ | ------------------------------------------------------------------------ | ------------------------------------------------------------------------ | ------------------------------------------------------------------------ | ------------------------------------------------------------------------ | ------------------------------------------------------------------------ | ------------------------------------------------------------------------ | ------------------------------------------------------------------------ |
| 20-11-2023                                                               | Olomouc                                                                  | Rep. Ceca                                                                | 3 – 0                                                                    | Moldavia                                                                 | Qual. Euro 2024                                                          | 1                                                                        | 86’                                                                      |
| 22-3-2024                                                                | Oslo                                                                     | Norvegia                                                                 | 1 – 2                                                                    | Rep. Ceca                                                                | Amichevole                                                               | -                                                                        | 87’                                                                      |
| 26-3-2024                                                                | Praga                                                                    | Rep. Ceca                                                                | 2 – 1                                                                    | Armenia                                                                  | Amichevole                                                               | 1                                                                        | 73’                                                                      |
| 7-6-2024                                                                 | Grödig                                                                   | Rep. Ceca                                                                | 7 – 1                                                                    | Malta                                                                    | Amichevole                                                               | -                                                                        | 63’                                                                      |
| 10-6-2024                                                                | Hradec Králové                                                           | Rep. Ceca                                                                | 2 – 1                                                                    | Macedonia del Nord                                                       | Amichevole                                                               | -                                                                        | 72’                                                                      |
| 18-6-2024                                                                | Lipsia                                                                   | Portogallo                                                               | 2 – 1                                                                    | Rep. Ceca                                                                | Euro 2024 - 1º turno                                                     | -                                                                        | 90+3’                                                                    |
| 26-6-2024                                                                | Amburgo                                                                  | Rep. Ceca                                                                | 1 – 2                                                                    | Turchia                                                                  | Euro 2024 - 1º turno                                                     | -                                                                        | 55’ 90+8’                                                                |
| 10-9-2024                                                                | Praga                                                                    | Rep. Ceca                                                                | 3 – 2                                                                    | Ucraina                                                                  | UEFA Nations League 2024-2025 - 1º turno                                 | -                                                                        | 81’                                                                      |
| 11-10-2024                                                               | Praga                                                                    | Rep. Ceca                                                                | 2 – 0                                                                    | Albania                                                                  | UEFA Nations League 2024-2025 - 1º turno                                 | 2                                                                        | 87’                                                                      |
| 14-10-2024                                                               | Breslavia                                                                | Ucraina                                                                  | 1 – 1                                                                    | Rep. Ceca                                                                | UEFA Nations League 2024-2025 - 1º turno                                 | -                                                                        | 64’ 70’                                                                  |
| 16-11-2024                                                               | Tirana                                                                   | Albania                                                                  | 0 – 0                                                                    | Rep. Ceca                                                                | UEFA Nations League 2024-2025 - 1º turno                                 | -                                                                        | 55’ 64’                                                                  |
| 22-3-2025                                                                | Hradec Králové                                                           | Rep. Ceca                                                                | 2 – 1                                                                    | Fær Øer                                                                  | Qual. Mondiali 2026                                                      | -                                                                        | 65’                                                                      |
| 6-6-2025                                                                 | Plzeň                                                                    | Rep. Ceca                                                                | 2 – 0                                                                    | Montenegro                                                               | Qual. Mondiali 2026                                                      | -                                                                        | 77’                                                                      |
| 9-6-2025                                                                 | Osijek                                                                   | Croazia                                                                  | 5 – 1                                                                    | Rep. Ceca                                                                | Qual. Mondiali 2026                                                      | -                                                                        | 77’                                                                      |
| Totale                                                                   |                                                                          | Presenze                                                                 | 14                                                                       |                                                                          | Reti                                                                     | 4                                                                        |                                                                          |

## Palmarès

### Club

#### Competizioni nazionali
- Druhá Liga: 2

Sigma Olomouc: 2014-2015, 2016-2017
- Campionato ceco: 3

Viktoria Plzen: 2017-2018, 2021-2022
Slavia Praga: 2024-2025